# Обсценная лексика

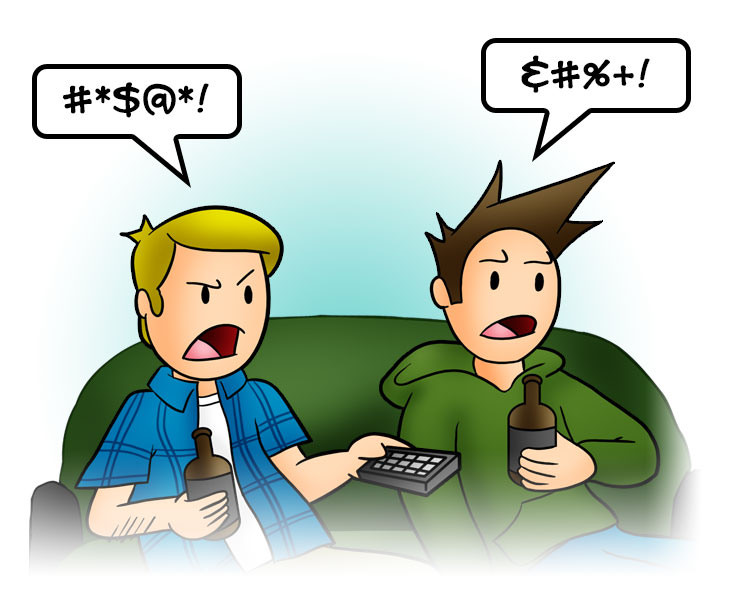
В мультфильмах и комиксах обсценная лексика часто изображается заменой слов прочими символами

Обсце́нная ле́ксика (от лат. obscenus «непристойный, распутный, безнравственный»; также ругань, мат, нецензурная лексика, нецензурная брань, сквернословие) — табуированная (недопустимая) лексика, которую слышащие воспринимают как отталкивающую, непристойную. В это определение входят такие понятия, как кощунство, проклятия, брань, вульгаризмы, мат, эвфемизмы, дисфемизмы. Следует отличать обсценную лексику от ненормативной лексики, состав которой определяется набором социолектов (сленг, жаргон, арго, просторечия, диалекты), а также суржиком, который является одним из видов стилистически сниженной лексики.
Обсценная лексика является сегментом бранной лексики различных языков, включая неуважительные, угрожающие и бранные выражения. Использование любых видов ненормативной лексики имеет чёткие национальные, культурные и социальные признаки и существенно различается в разных культурах и социальных группах. Каждое общество определяет отдельно, что относится к ненормативной лексике или ругани, и формулирует своё отношение к ней. Во многих странах мира существуют законы, ограничивающие использование обсценной лексики в публичной жизни и в СМИ.
Обсценная лексика чаще употребляется в разговорной речи, чем в литературной.
Обсценная лексика не только является выражением эмоций. Она помогает выносить боль, преодолевать трудности, устанавливать доверие и выполняет другие важные для общества и индивида функции.

## Особенности обсценной лексики
Суть обсценной лексики — в её табуированности. При замене обсценных слов на созвучные конвенциональные слова и эвфемизмы эффекты, наблюдаемые при использовании обсценной лексики, исчезают.
Гипотеза импульсивных слов (взрывных, блестящих, слов-вспышек) гласит, что эмоциональность обсценных слов обусловлена их экспрессивным звучанием. Однако проведённые эксперименты с заменой обсценных слов на такие же по структуре звуков конвенциальные слова продемонстрировали, что дело не только в их звучании.
Все обсценные слова в своём прямом смысле обозначают табуированные части тела или табуированные действия, преимущественно сексуальные. Про эту табуированность дети узнают ещё в младом возрасте, в первые годы освоения речи.
Частое употребление обсценной лексики снижает её эффективность в увеличении силовых результатов и подавлении болевых ощущений. Исследователи трактуют это как то, что люди, привыкшие постоянно использовать обсценную лексику, перестают воспринимать её как табуированную, и психологические эффекты, связанные с табуированными словами, уменьшаются и исчезают.

## Роль обсценной лексики в жизни людей
В первую очередь, обсценная лексика является способом сбросить эмоциональное напряжение. Эта роль мата была выявлена первой.
Обсценная лексика помогает вынести боль — люди, ругающиеся матом (табуированными словами), способны дольше терпеть болевые ощущения.
Обсценная лексика кратковременно увеличивает физическую силу — люди, выполняющие упражнения с тяжестями, поднимали больший вес с использованием крепких выражений, чем при нечленораздельных возгласах и чем при произнесении слов, заменяющих матерные. В частности, усилие хвата кисти увеличивается на 10 %.
Главная роль, которую играет обсценная лексика — установление доверительных отношений между людьми и маркер принадлежности к одной социальной группе.

## Категоризация бранной лексики
А. В. Чернышёв распределяет «ключевые термины матерного лексикона» на три группы[уточнить]:
- обозначающие мужские и женские половые органы, и обозначающие половой акт;
- переносящие значение половых органов и полового акта на человека как на предмет называния;
- в нарочито огрублённом виде заимствования из «культурной речи» (кондом, педераст).

В. М. Мокиенко классифицирует лексику по функционально-тематическому принципу, выделяя следующие основные группы[уточнить]:
- Наименования лиц с подчеркнуто отрицательными характеристиками типа:
  - глупый, непонятливый человек;
  - подлый, низкий человек;
  - ничтожный человек, ничтожество;
  - проститутка, продажная женщина.
- Наименования «неприличных», социально табуированных частей тела — «срамные слова».
- Наименования процесса совершения полового акта.
- Наименования физиологических функций (отправлений).
- Наименования «результатов» физиологических отправлений.

Национальные особенности бранной лексики связаны с комбинаторикой и частотностью лексем определённого типа в каждом конкретном языке.
Исходя из этих критериев, автор говорит о двух основных типах бранной лексики европейских языков:
- «Сексуальный» тип (Sex-культура);
- «Анально-экскрементальный» тип (Scheiss-культура).

В этом плане, по его мнению, русская, сербская, хорватская, болгарская и другие «обсценно-экспрессивные» лексические системы относятся к первому типу, в то время как чешская, немецкая, английская, французская — ко второму.
Тем не менее, деление языков на "сексуальный" и "анально-экскрементальный" типы можно считать весьма условным, поскольку во всех европейский языках (особенно в русском, польском, английском, итальянском, испанском) наиболее грубыми являются вульгарные наименования мужских/женских половых органов, а также процесса совершения полового акта, и производные от этих корней слова. Лексика, связанная с физиологическими функциями, хоть и является грубо окрашенной, но несёт второстепенную нагрузку и является более приемлемой по сравнению с первой.

## Функции
В. И. Жельвис выделяет 27 функций инвективной лексики, хотя здесь иногда смешаны первичные и вторичные функции, и деление иногда выглядит слишком дробным:
1. как средство выражения профанного начала, противопоставленного началу сакральному,
2. катартическая,
3. средство понижения социального статуса адресата,
4. средство установления контакта между равными людьми,
5. средство дружеского подтрунивания или подбадривания,
6. «дуэльное» средство,
7. выражает отношение двух к третьему как «козлу отпущения»,
8. криптолалическая функция (как пароль),
9. для самоподбадривания,
10. для самоуничижения,
11. представить себя «человеком без предрассудков»,
12. реализация «элитарности культурной позиции через её отрицание»,
13. символ сочувствия угнетённым классам,
14. нарративная группа — привлечение внимания,
15. апотропаическая функция — «сбить с толку»,
16. передача оппонента во власть злых сил,
17. магическая функция,
18. ощущение власти над «демоном сексуальности»,
19. демонстрация половой принадлежности говорящего,
20. эсхрологическая функция (ритуальная инвективизация речи),
21. в психоанализе применяется для лечения нервных расстройств,
22. патологическое сквернословие,
23. инвектива как искусство,
24. инвектива как бунт,
25. как средство вербальной агрессии,
26. деление на разрешённые и неразрешённые группы,
27. как междометие.

## Обсценная лексика в разных культурах
- Вульгаризмы и ругательства в английском языке
- Вульгаризмы и ругательства в польском языке
- Казахская нецензурная лексика
- Обсценная лексика в русском языке
  - Русский мат
- Обсценная лексика в латыни
- Сленг эсперантистов#Ненормативная лексика

3 февраля — Международный день борьбы с ненормативной лексикой.